# Cycloleucin
Cycloleucin ist eine nichtproteinogene α-Aminosäure und kann als cyclisches Derivat des Norleucins aufgefasst werden. Von diesem unterscheidet es sich u. a. durch eine um zwei Wasserstoffatome geringere Molmasse. Bestimmendes Strukturelement ist ein Cyclopentanring. Das α-Kohlenstoffatom ist zudem kein Stereozentrum, Cycloleucin ist also nicht chiral.

## Eigenschaften

Zwitterion des Cycloleucins

Ähnlich, wie andere Aminosäuren liegt Cycloleucin überwiegend als Zwitterion vor, dessen Bildung formell dadurch zu erklären ist, dass das Proton der Carboxygruppe an das freie Elektronenpaar des Stickstoffatoms der Aminogruppe wandert.
Im elektrischen Feld wandert das Zwitterion nicht, da es als Ganzes ungeladen ist. Genaugenommen ist dies am isoelektrischen Punkt (bei einem bestimmten pH-Wert) der Fall, bei dem das Cycloleucin auch seine geringste Löslichkeit in Wasser hat.

## Synthese
Die basische Hydrolyse des Heterocyclus Cyclopentanspiro-5'-hydantoin mit anschließender Neutralisation mit Salzsäure liefert Cycloleucin. Die Cyclisierung von NCCH2CO2C2H5 mit 1,4-Dibrombutan in Gegenwart von Natriumhydrid liefert 1-Isonitrilocyclopentancarbonsäureethylester. Saure Hydrolyse mit alkoholischer Salzsäure und Neutralisation mit alkoholischer Natronlauge führt dann zu Cycloleucin. Alternative Synthesemethoden sind in einer anderen Arbeit beschrieben.

## Verwendung
Cycloleucin ist eine nichtmetabolisierbare Aminosäure und ein spezifischer und reversibler Inhibitor von Enzymen, die Nucleinsäuren methylieren. Daher kann es vielfältig in biochemischen Experimenten eingesetzt werden.